# Hannah Sims
Pas d'image ? Cliquez ici

b Matchs officiels uniquement.
Hannah Sims est une joueuse internationale de rugby à XV anglaise née le 3 novembre 1996, évoluant au poste de pilier.

## Biographie
Hannah Sims naît le 3 novembre 1996. En 2023, elle joue pour le club des Harlequins de Guildford. Elle n'a encore aucune sélection en équipe nationale quand elle est retenue pour disputer sous les couleurs de son pays le Tournoi des Six Nations féminin 2023.